# Dolichopeza perpulchra
Dolichopeza perpulchra är en tvåvingeart som först beskrevs av Edwards 1926.  Dolichopeza perpulchra ingår i släktet Dolichopeza och familjen storharkrankar. Inga underarter finns listade i Catalogue of Life.